# Daniel C. Tsui
Daniel Chee Tsui (kinesisk: 崔琦; pinyin: Cuī Qí, født 28. februar 1939) er en kinesisk født amerikansk fysiker, som har forsket i elektriske egenskaber ved tynde film og mikrostrukturer i halvledere og faststoffysik. Han modtog nobelprisen i fysik i 1998 sammen med Horst L. Störmer og Robert Laughlin, for sine bidrag til opdagelsen af fraktionel kvante-Hall-effekt.
Daniel Tsui har tidligere været Arthur LeGrand Doty Professor of Electrical Engineering på Princeton University, men blev pensioneret i 2010. Fra 2011 til 2013 var han forskningsprofessor på Boston University.